# Iwajuku
Iwajuku (岩宿遺跡, Iwajuku iseki) est un site préhistorique du Paléolithique supérieur situé à Midori, dans la préfecture de Gunma, dans la région du Kantō, au Japon. Il s'agit du tout premier site daté de cette époque découvert au Japon.

## Historique
Le site d'Iwajuku a été découvert en 1947 par l'archéologue amateur japonais Tadahiro Aizawa, qui mit au jour des outils lithiques qui lui semblaient antérieurs à la période Jōmon. Après quelques années de fouilles en solo, il fit appel à des archéologues de l'université Meiji, qui ouvrirent trois chantiers de fouilles sur le site, notés A, B et C. Ces fouilles confirmèrent que la couche stratigraphique des outils lithiques trouvés par Tadahiro était bien antérieure à la couche Jōmon la plus ancienne.
Cette découverte remettait en cause la théorie jusqu'alors admise selon laquelle l'occupation humaine de l'archipel japonais n'avait débuté qu'à la période Jōmon. Depuis cette date, des centaines de sites paléolithiques ont été découverts au Japon.

## Description
Les fouilles ont permis d'identifier trois couches archéologiques principales datées du Paléolithique supérieur.

### Iwajuku I
Iwajuku I, une couche rouge foncée située à une profondeur d'1,3 m sous la surface du sol, est datée d'environ 25 000 ans avant le présent (AP). Elle a livré 29 outils lithiques en chaille ou en schiste, incluant deux haches en pierre polie, deux couteaux de pierre, un grattoir, et un burin pour fendre des os. Les éclats de débitage trouvés montrent que les outils ont été fabriqués sur place.

### Iwajuku II
Iwajuku II, située à une profondeur de 0,8 m sous la surface du sol, est datée d'environ 18 000 ans AP. Elle a livré plus de 180 outils lithiques, faits de  chaille, obsidienne, andésite, schiste, cornéenne, et agate. Les artéfacts comprennent deux pointes de flèches en pierre, huit lames, quatre couteaux à bois, et de nombreux éclats et nucléus. Les outils de cette couche sont plus petits que ceux de la couche Iwajuku I. La présence d'obsidienne a surpris, car on ne trouve pas cette roche dans la région, et elle a donc été transportée depuis des sites comme Nagano, Tochigi, ou même Kōzu-shima, dans l'archipel d'Izu, distants d'une centaine de kilomètres.

### Iwajuku III
Iwajuku III, non datée, a livré des pointes de flèches en pierre et un grattoir en forme de pouce.

## Protection
Le site a été désigné site national historique par l'Agence pour les Affaires culturelles en 1979. 